# Town Hall Party

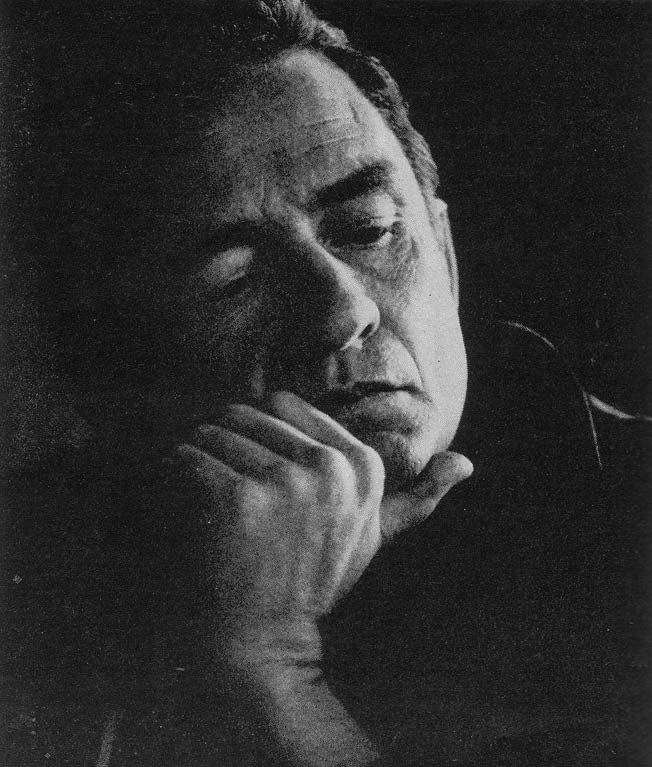
Johnny Cash

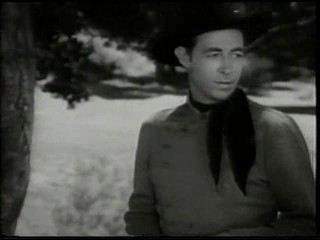
Eddie Dean

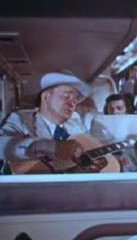
Tex Ritter

Die Town Hall Party war eine US-amerikanische Country-Sendung, die von KXLA und KTTV aus Compton, Kalifornien, gesendet wurde.

## Geschichte

### Anfänge
Die Show wurde erstmals im Herbst 1951 von dem Sender KFI ausgestrahlt (anderen Quellen nach KXLA) und erreichte ein USA-weites Publikum, als sie vom Netzwerk der NBC übernommen wurde. Es gab eine Freitagabendshow und eine große Samstagabendsendung, die von 1953 bis 1961 zusätzlich – auf drei Stunden Sendezeit erweitert – über KTTV im Fernsehen übertragen wurde. In den frühen Jahren der Show wurden ebenfalls Themenabende wie Jimmie Rodgers Night oder Hank Williams Night organisiert.

### Aufstieg
Moderator der Sendung war Jay Stewart (1918–1989), Produzent Bill Wagnon und Direktoren Wesley Tuttle sowie der berühmte Country-Sänger Johnny Bond. Die Sendung wurde live aus der Town Hall (engl. Stadthalle) der Stadt Compton, Kalifornien gesendet. Die Halle wurde extra so hergerichtet, dass sie wie eine alte Scheune, ähnlich der Country-Shows der 1930er und 1940er Jahre, aussah. Berühmte Gäste waren unter anderem Johnny Cash, Carl Perkins, Skeets McDonald und Lefty Frizzell. Die Sendung lief sogar so erfolgreich, dass die Columbia Records 1958 ein Album mit Auftritten der Künstler veröffentlichten. Der Erfolg der Town Hall Party sah sich vor allem in der Tatsache begründet, dass sich die Sendung den musikalischen Gegebenheiten der Zeit anpasste. Rockabilly- und Rock-’n’-Roll-Musiker wie Gene Vincent, Bob Luman oder Wanda Jackson durften regelmäßig auftreten oder Ensemble-Mitglieder werden, was auch die jungen Zuschauer ansprach.
Durch Talentwettbewerbe konnte die Leitung neue Musiker raussuchen, die sie für geeignet hielten. 1959 absolvierte die Gruppe Lee Austin & the Last of the Rebels, Gewinner eines solchen Wettbewerbs, in der Town Hall Party Auftritte.
Nach der „Blütezeit“ der Country-Shows in den 1940er- und 1950er-Jahren verlor auch die Town Hall Party an Beliebtheit und wurde 1961 eingestellt.

## Mitglieder und Gäste
| - Johnny Cash - Carl Perkins - Skeets McDonald - Lefty Frizzell - Tex Ritter - Johnny Bond - Tex Williams - Merle Travis - Gene Vincent - Wanda Jackson - Bob Luman - Jim Reeves - The Collins Kids - Les „Carrot Top“ Anderson | - Eddie Cochran - Bobby Helms - The Browns - Sammy Masters - Gary Williams - Eddie Kirk - Eddie Dean - Fiddlin’ Kate - Eddie Cletro and his Roundup Boys - Tex Carman - The Armstrong Twins - Joe & Rose Lee Maphis - Wesley Tuttle - Jimmy Pruett |